# Załuski (gmina)
Załuski – gmina wiejska w województwie mazowieckim, w powiecie płońskim. W latach 1975–1998 gmina położona była w województwie ciechanowskim.
Gmina leży w zasięgu oddziaływania miasta Płońsk. Odległość ośrodka gminnego od miasta wynosi 16 km. Niewiele większa odległość dzieli gminę od miasta Nowy Dwór Mazowiecki. Odległość gminy od Warszawy – 40 km. 
Siedziba gminy to Załuski.
Według danych z 30 czerwca 2004 gminę zamieszkiwało 5437 osób. Natomiast według danych z 31 grudnia 2017 roku gminę zamieszkiwały 5682 osoby.
Według danych z 31 grudnia 2019 roku gminę zamieszkiwało 5669 osób.

## Struktura powierzchni
Według danych z roku 2002 gmina Załuski ma obszar 111,65 km², w tym:
- użytki rolne: 81%
- użytki leśne: 8%

Gmina stanowi 8,07% powierzchni powiatu.

## Demografia

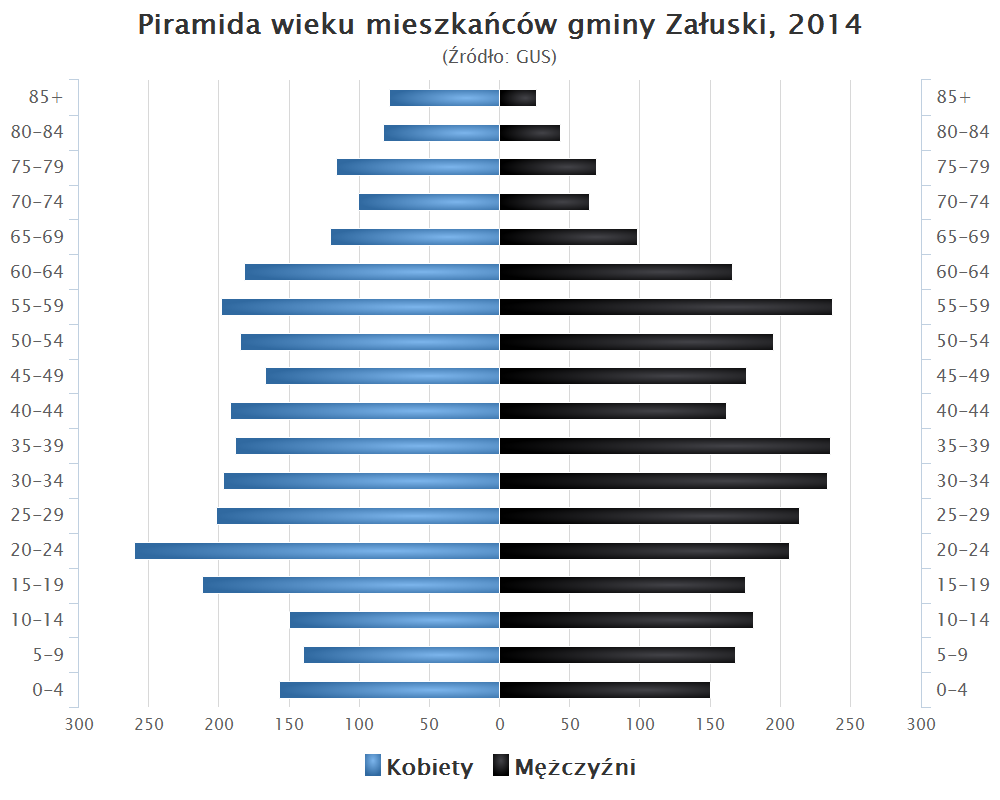
Piramida wieku mieszkańców gminy Załuski w 2014 roku

Dane z 30 czerwca 2004:
| Opis                              | Ogółem | Ogółem | Kobiety | Kobiety | Mężczyźni | Mężczyźni |
| --------------------------------- | ------ | ------ | ------- | ------- | --------- | --------- |
| jednostka                         | osób   | %      | osób    | %       | osób      | %         |
| populacja                         | 5437   | 100    | 2773    | 51      | 2664      | 49        |
| gęstość zaludnienia (mieszk./km²) | 48,7   | 48,7   | 24,8    | 24,8    | 23,9      | 23,9      |

## Sołectwa
Falbogi Wielkie, Gostolin, Kamienica, Kamienica-Wygoda, Karolinowo, Koryciska, Kroczewo, Michałówek, Naborówiec, Naborowo, Naborowo-Parcele, Niepiekła, Nowe Olszyny, Nowe Wrońska, Przyborowice Dolne, Przyborowice Górne, Sadówiec, Słotwin, Smulska, Sobole, Stare Olszyny, Stare Wrońska, Stróżewo, Szczytniki, Szczytno, Wilamy, Wojny, Załuski, Zdunowo, Złotopolice.
Miejscowością podstawową bez statusu sołectwa jest Kamienica-Kozaki.

## Sąsiednie gminy
Czerwińsk nad Wisłą, Joniec, Naruszewo, Płońsk, Zakroczym